# Dejana Milosavljević
Dejana Milosavljević (n. 23 noiembrie 1994, Požega, cantonul Požega-Slavonia, Croația) este o handbalistă din Croația care evoluează pe postul de centru pentru clubul românesc HC Dunărea Brăila și echipa națională a Croației. Anterior, în sezonul 2023-2024, ea a jucat pentru altă echipă românească SCM Craiova.
Dejana Milosavljević a făcut parte din echipa Croației care a cucerit medaliile de bronz la Campionatul European din 2020 învingând în finala mică echipa Danemarcei, cu scorul de 25-19.

## Palmares
- Campionatul European:
  -  Medalie de bronz: 2020

- Liga Campionilor:
  - Play-off: 2021
  - Grupe: 2019, 2020, 2022

- Liga Europeană:
  - Sfertfinalistă: 2023

- Cupa EHF:
  - Semifinalistă: 2020
  - Sfertfinalistă: 2019
  - Turul 3: 2016

- Campionatul Croației:
  -  Câștigătoare: 2019, 2021
  -  Medalie de argint: 2022
  -  Medalie de bronz: 2018

- Cupa Croației:
  -  Câștigătoare: 2019, 2022
  -  Finalistă: 2016, 2021
  - Semifinalistă: 2018